# Whatlington
Whatlington – wieś w Anglii, w hrabstwie East Sussex, w dystrykcie Rother. Leży 78 km na południowy wschód od Londynu. W 2007 miejscowość liczyła 401 mieszkańców.